# Гвишиани, Михаил Максимович
Михаил Максимович Гвишиани (6 января 1905 года, село Абастумани, Тифлисская губерния — сентябрь 1966 года, Тбилиси) — сотрудник органов государственной безопасности, генерал-лейтенант (лишён звания в 1954 году). Кандидат в члены ЦК ВКП(б) (1939—1952).

## Биография

### Происхождение
Грузин. Родился в семье батрака. Окончил двухклассное городское училище. В 1918—1919 годах работал уборщиком, помощником повара, помощником шофёра, сторожем в больнице (Амбастумани, Ахалцихе). В 1921—1922 годах служил рядовым в Красной армии. В 1922—1923 годах работал техником-надзирателем и счетоводом Ахалцихского районного финансового отдела. С 1923 года делопроизводитель и заместитель заведующего отделом Уездного исполнительного комитета. Позднее (до 1926 года) — заведующий отделом Госстраха Адигенского районного исполнительного комитета.
Член ВЛКСМ с 1922 года, в рядах РКП(б) с 1928 года.

### В органах госбезопасности
- В июне—августе 1928 помощник оперативного уполномоченного Ахалцихского районного отдела ГПУ[4].
- С августа 1928 по август 1930 — помощник уполномоченного Информационного отдела Ахалцихского районного отдела ГПУ.
- С 1 сентября 1930 по январь 1933 — начальник Толошского районного отдела ГПУ (ныне с. Толоши, Аспиндзский муниципалитет).
- С мая по 25 июля 1933 — оперативный уполномоченный 3-го отделения Секретно-политического отдела ГПУ Грузинской ССР.
- C 25 июля 1933 по 15 апреля 1934 — начальник Казбекского районного отдела ГПУ.
- С 15 апреля 1934 по 15 июля 1937 — начальник Душетского районного отдела ГПУ — НКВД.
- С 15 июля по 20 октября 1935 — помощник начальника 8-го отделения Секретно-политического отдела Управления госбезопасности НКВД Закавказской СФСР и УНКВД Грузинской ССР.
- С 20 октября по 15 ноября 1935 — помощник начальника 3-го отделения Секретно-политического отдела Управления госбезопасности НКВД Закавказской СФСР и УНКВД Грузинской ССР.
- С 15 ноября 1935 по 11 ноября 1937 — начальник 1-го отделения 1-го отдела Управления госбезопасности НКВД Закавказской СФСР и УНКВД Грузинской ССР (с 01.03.1937 — только ГрузССР). Об этом периоде в аттестационном листе от 07.09.1938 говорится «был назначен руководителем личной охраны тов. Берия и членов Правительства ГрузССР. На этой работе проявил себя как исключительно инициативный и энергичный работник и чётко выполнял все задания»[4].
- С ноября 1937 по август 1938 — исполняющий обязанности заместителя председателя, председатель Тбилисского городского исполкома.
- С 1 сентября по 17 ноября 1938 — 1-й заместитель наркома внутренних дел Грузинской ССР (назначен постановлением Совета народных комиссаров Грузинской ССР, а не приказом НКВД СССР).
- С 17 по 23 ноября 1938 — начальник 3-го специального отдела 1-го Главного Управления государственной безопасности НКВД СССР (утверждён Постановлением Политбюро ЦК ВКП(б)).
- С 29 ноября 1938 по 23 января 1950 — начальник УНКВД — УНКГБ — УМГБ по Приморскому краю[4][5].
- С 23 января 1950 по 16 июля 1953 — начальник УМГБ — УМВД по Куйбышевской области[5]. Снят с должности Постановлением ЦК КПСС от 15 июня 1953 года № 36/4[4].

### Депортация чеченцев и ингушей(1944)
В ряде публицистических изданий фигурирует отчёт за подписью М. М. Гвишиани об итогах проведения операции по депортации чеченцев и ингушей в Галайнчожском районе Чечено-Ингушской АССР. Аутентичность этого документа была поставлена под сомнение, как отмечает ряд исследователей, он имеет многочисленные признаки фальшивки.

### Отставка
Уволен в запас по статье 54, пункт «с» (служебное несоответствие) приказом МВД СССР № 0776 от 24 августа 1953 года. Лишён звания генерал-лейтенанта Постановлением Совета министров СССР от 23 ноября 1954 года № 2349—1118сс «как дискредитировавший себя за время работы в органах… и недостойный в связи с этим высокого звания генерала».

### После отставки
Инженер-экономист Совета народного хозяйства Грузинской ССР, сотрудник Государственного научно-технического комитета Совета министров Грузинской ССР.

## Семья
Сын — философ и социолог Джермен Гвишиани (1928—2003), был женат на Людмиле Косыгиной (1928—1990), дочери А. Н. Косыгина. Внуки — Татьяна и Алексей.
Приёмная дочь — Лаура Васильевна Харадзе (1930—1987), первая жена Е. М. Примакова.

## Звания, награды, знаки отличия

#### Звания
- лейтенант госбезопасности — 13.01.1936[4]
- майор госбезопасности — 02.12.1938
- старший майор госбезопасности — 27.03.1939
- комиссар госбезопасности 3-го ранга — 14.02.1943
- генерал-лейтенант — 09.07.1945
- лишён звания генерал-лейтенанта как «дискредитировавший себя» — Постановление Совета министров СССР от 23 ноября 1954 года № 2349—1118сс.[4]

#### Награды
- Орден Трудового Красного Знамени Грузинской ССР (20 декабря 1932)
- Орден «Знак Почёта» (28 августа 1937)
- Орден Красного Знамени (26 апреля 1940)
- Орден Красной Звезды (4 июня 1942)
- Орден Трудового Красного Знамени (17 января 1943)
- Орден Трудового Красного Знамени (20 сентября 1943)
- Орден Суворова II-й степени (8 марта 1944) — «За выселение карачаевцев, калмыков, чеченцев и ингушей»; отменён Указом Президиума Верховного Совета СССР от 4 апреля 1962 года
- Орден Красной Звезды (3 ноября 1944)
- Знак «Заслуженный работник НКВД» (4 февраля 1942)
- Орден Государственного флага КНДР и 2 иностранных ордена, медали.

### Депутат Верховного Совета СССР
Депутат Верховного Совета СССР 1-го (1938—1946) и 3-го (1950—1954) созывов.